# وراپتسه (مدوجا)
وراپتسه (به صربی: Vrapce) یک منطقهٔ مسکونی در صربستان است که در مدوجا واقع شده‌است. وراپتسه ۴۵ نفر جمعیت دارد.